# Ichneumon cultratus
Ichneumon cultratus är en stekelart som beskrevs av Gmelin 1790. Ichneumon cultratus ingår i släktet Ichneumon och familjen brokparasitsteklar. Inga underarter finns listade i Catalogue of Life.